# Stráňavy
Stráňavy (maďarsky Felsőosztorány, do roku 1907 Sztrányavi) jsou obec na Slovensku v okrese Žilina. V roce 2011 zde žilo 1 820 obyvatel. První písemná zmínka o obci pochází z roku 1357.

## Poloha obce
Stráňavy jsou vzdálené asi 13 km od Žiliny směrem na Poprad. Leží pod vrchem Polom (1 010 m n. m.) na severozápadním okraji Lúčanské Malé Fatry. Přes obec protéká Stráňavský potok, pramenící pod Minčolem (1 364 m n. m.) na konci Stráňavské doliny.

## Dějiny
Ke konci druhé světové války v dubnu 1945 se v okolí Stráňav odehrály prudké boje v rámci Malofatranské operace 1. československého armádního sboru. Na památku této operace byl v roce 1961 postaven na vrchu Polom Památník 1. čs. armádního sboru a ve staré hájence nad obcí bylo v roce 1976 vybudováno Muzeum malofatranské operace. Kvůli těžbě vápence byl v roce 1986 památník přesunut na nedaleký vrch Javorina, odkud k němu vede odbočka z Javorinského sedla (976 m n. m.).